# Ardino
Ardino  (en bulgare Ардино) est une ville de Bulgarie méridionale, située dans l'oblast de Kărdžali, près de la ville minière de Madan, dans le massif des Rhodopes. La rivière Arda, qui a donné son nom à la ville, coule à environ 10 km à l'ouest de la ville. La ville est le centre administratif de l'obština d'Ardino. Jusqu'en 1934, la localité était connue sous deux noms turcs : Eğridere et Hacıköy. Elle a reçu le statut de ville en 1960.

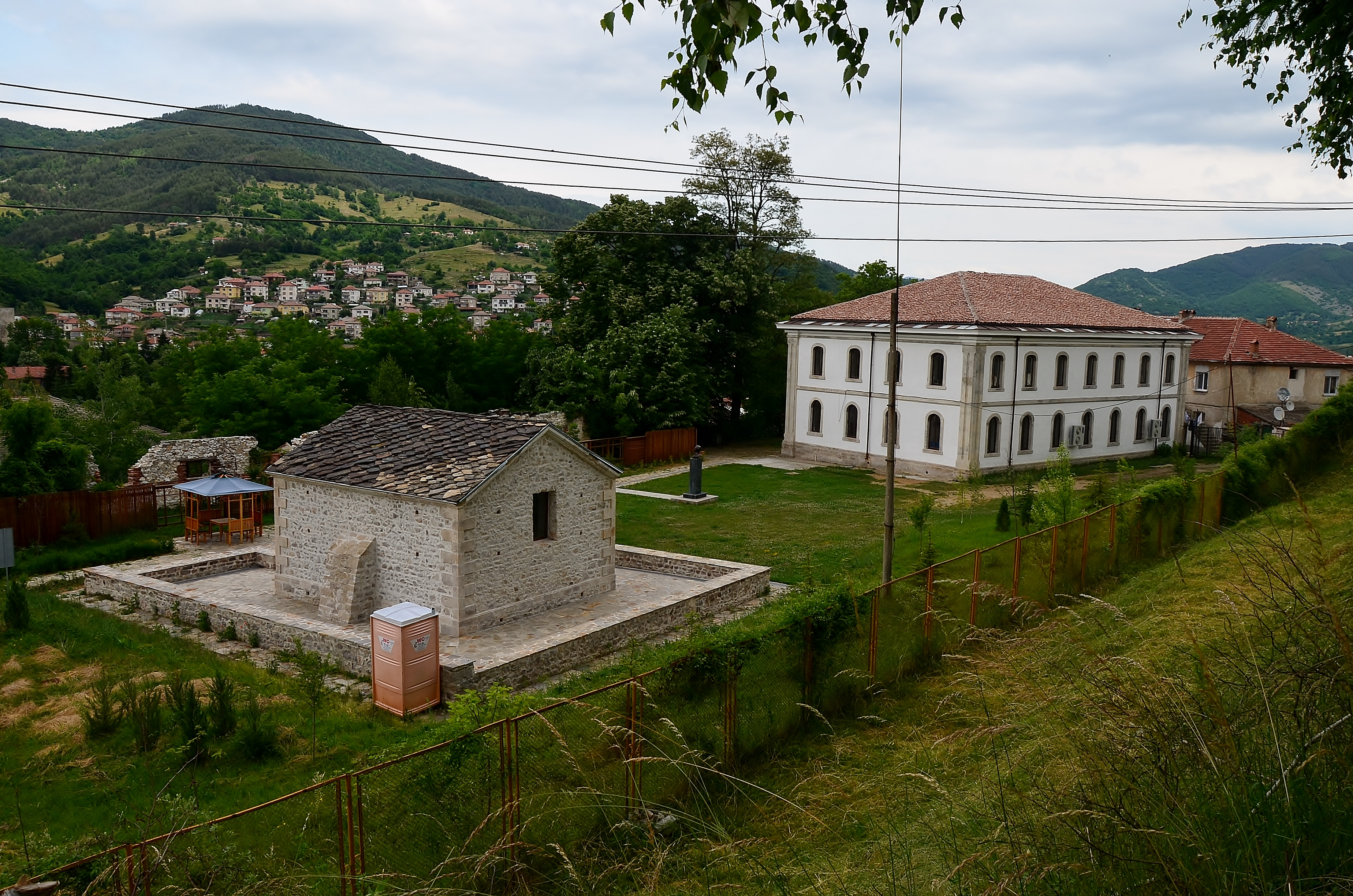
Ardino

Ardino est une ville biconfessionnelle : des habitants musulmans (pour la plupart Bulgaro-Turcs) et orthodoxes y vivent.
La ville est connue pour son industrie textile. Une usine de construction mécanique y est également implantée, ainsi qu'une manufacture de tabac.

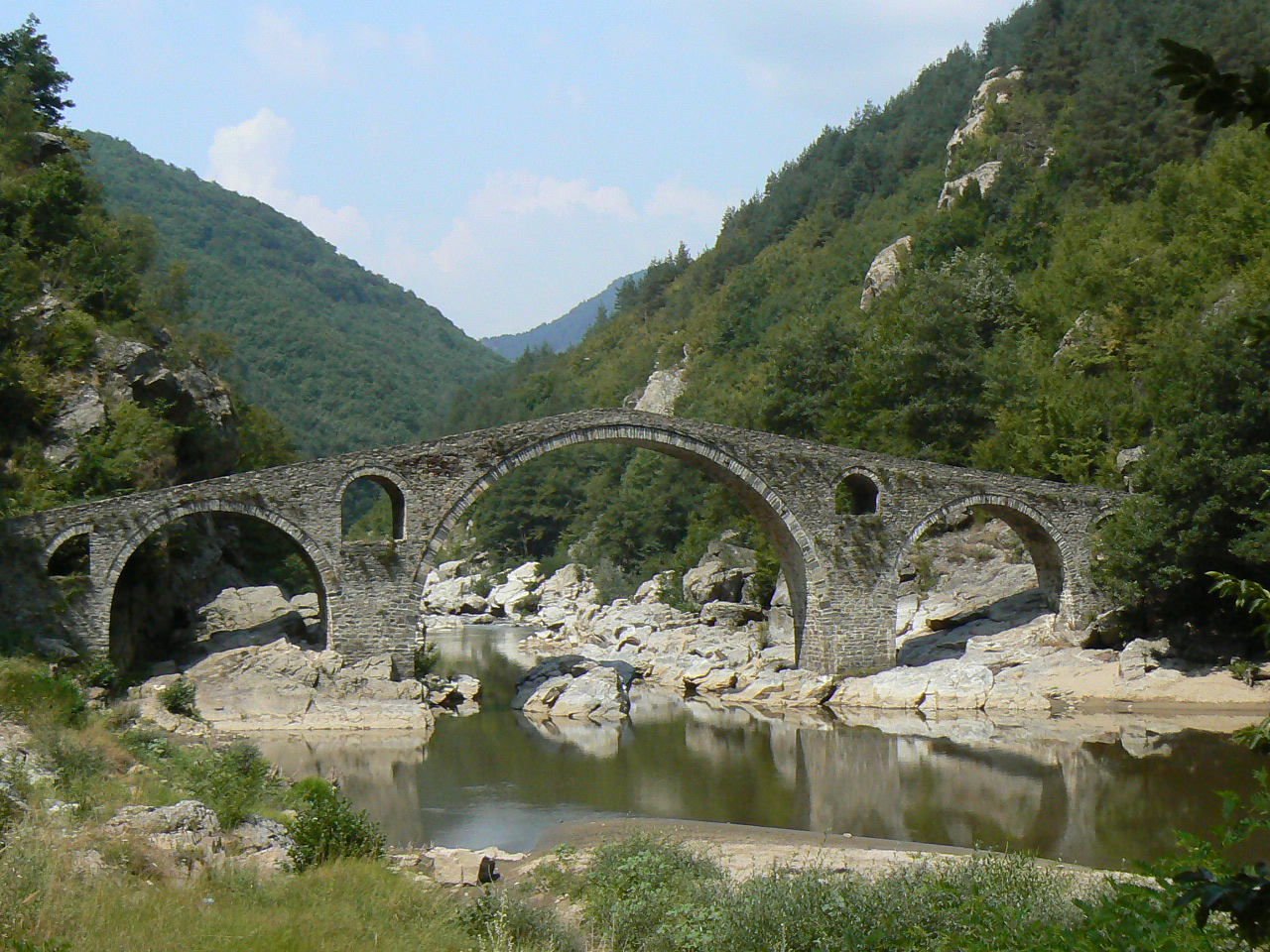
Pont du diable sur l'Arda

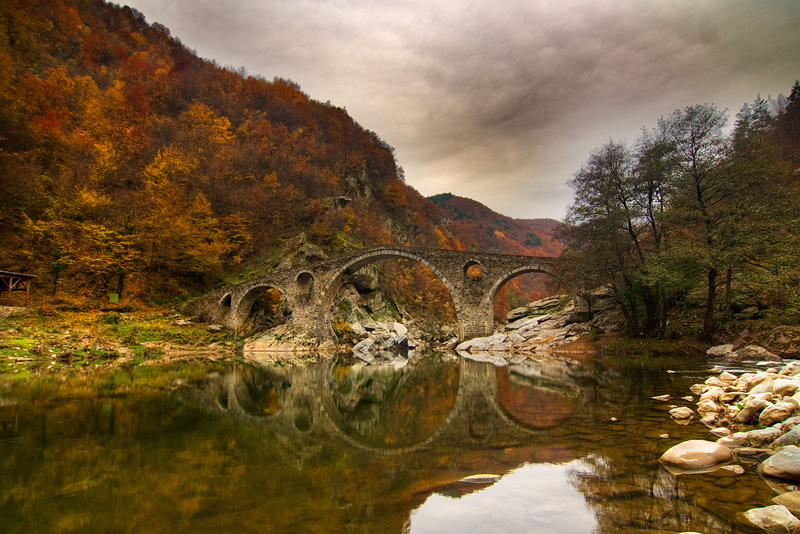
Pont du diable

Parmi les curiosités naturelles et historiques de la ville, on notera le Pont du diable (en bulgare Дяволски мост, Djavolski most, en turc Şeytan Köprüsü) sur la rivière Arda, à environ 10 km construit probablement au XVIe siècle sur le parcours d'une ancienne route qui reliait la plaine de Thrace à la région de la mer Égée. À 2 km de la ville, il existe aussi un sanctuaire thrace, au lieu-dit Orlovi skali (« rochers des aigles »). Au lieu-dit Kaleto, à 2 km de la ville également, se trouvent les vestiges d'une ancienne forteresse. Le sommet de Karaburun (1 810 m) se trouve à 5 km de la ville, le mont Alada (1 241 m) à 12 km. La réserve naturelle des Belite brezi (« des bouleaux blancs »), à 6 km environ d'Ardino, est un des lieux les plus visités de la région.

## Personnalités liées à la ville
- Angelina Iljeva (nom de plume Joan Vladimir), écrivaine bulgare née à Ardino en 1972.

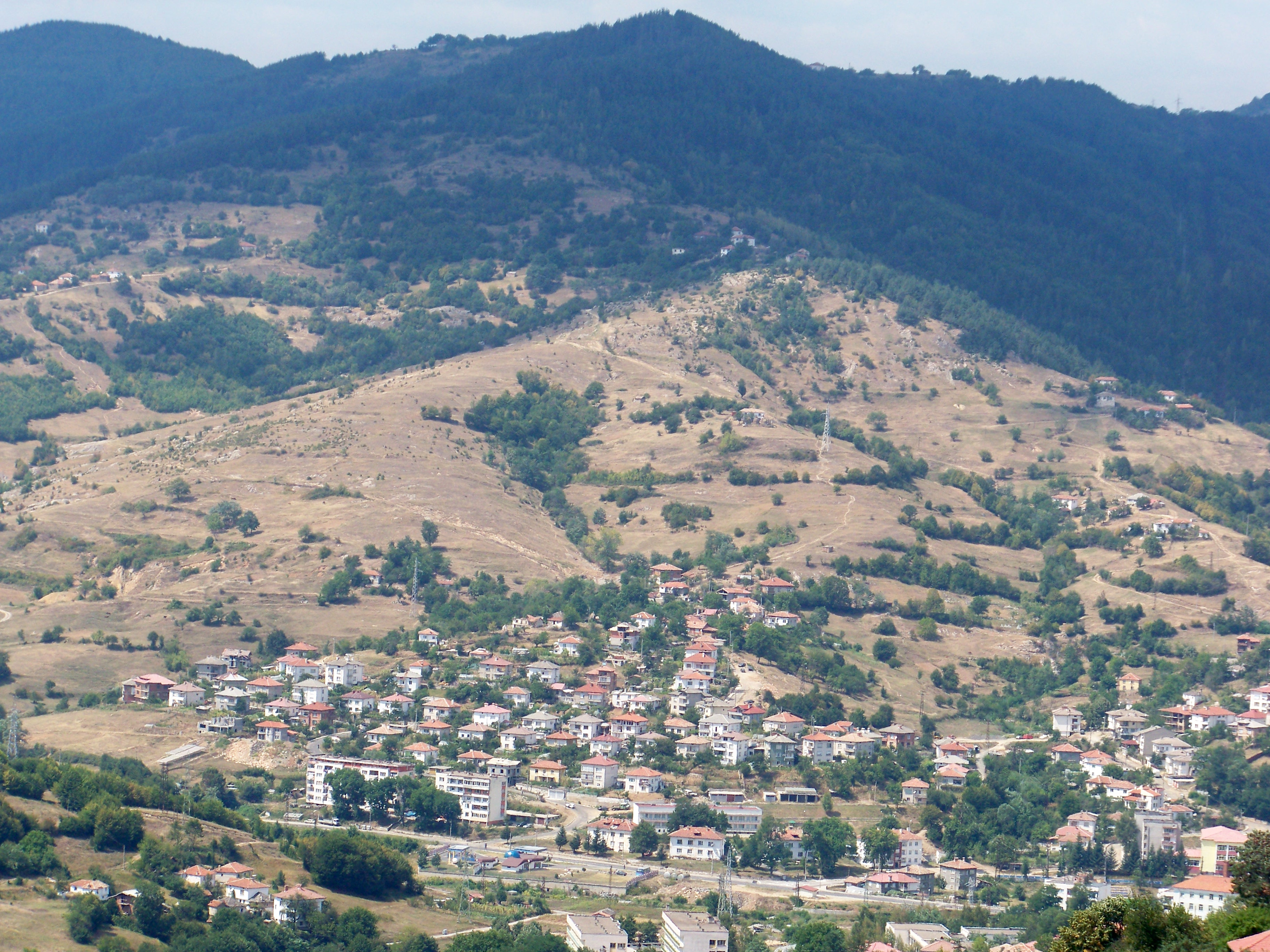
Ardino

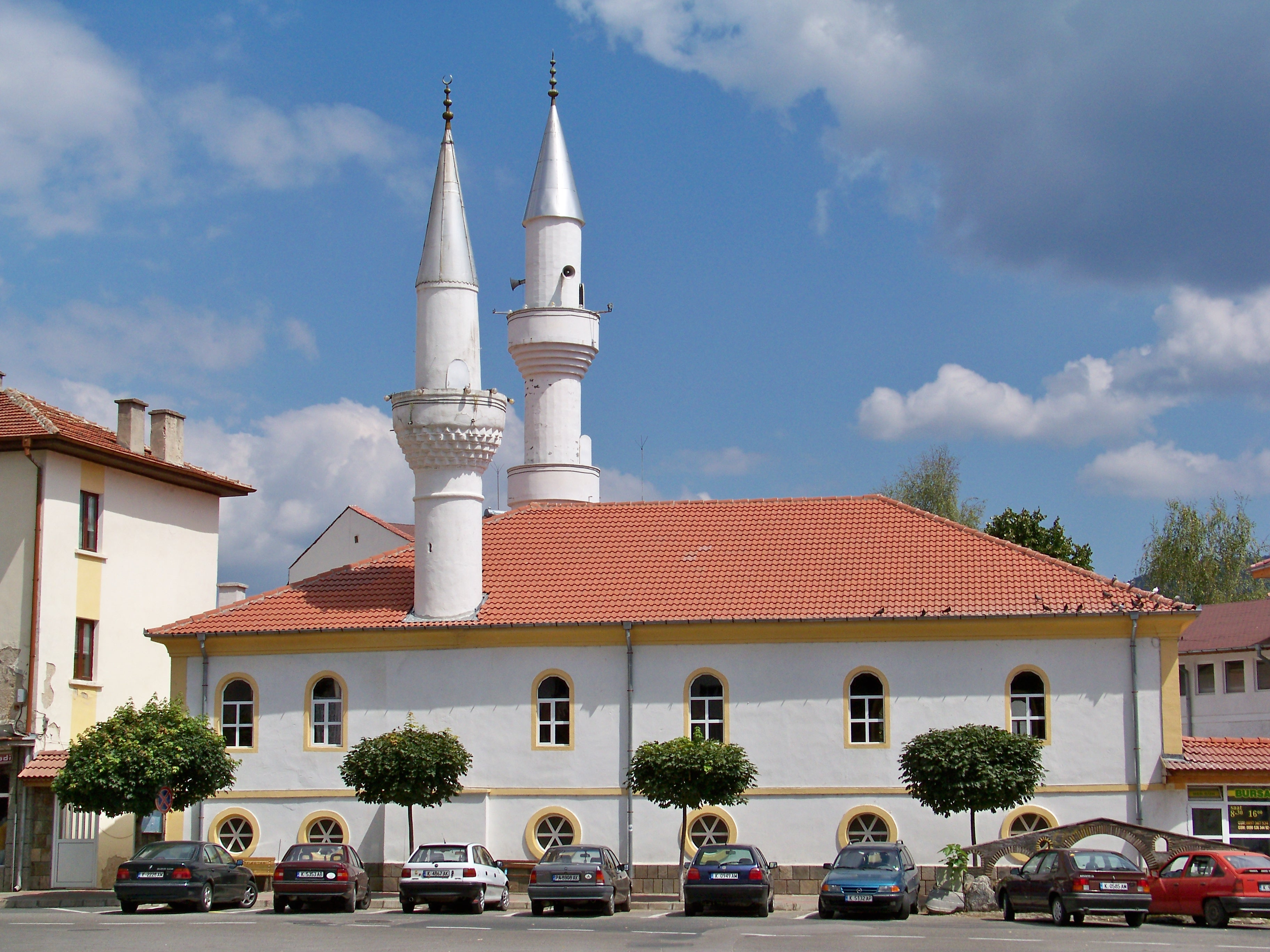
Ardino

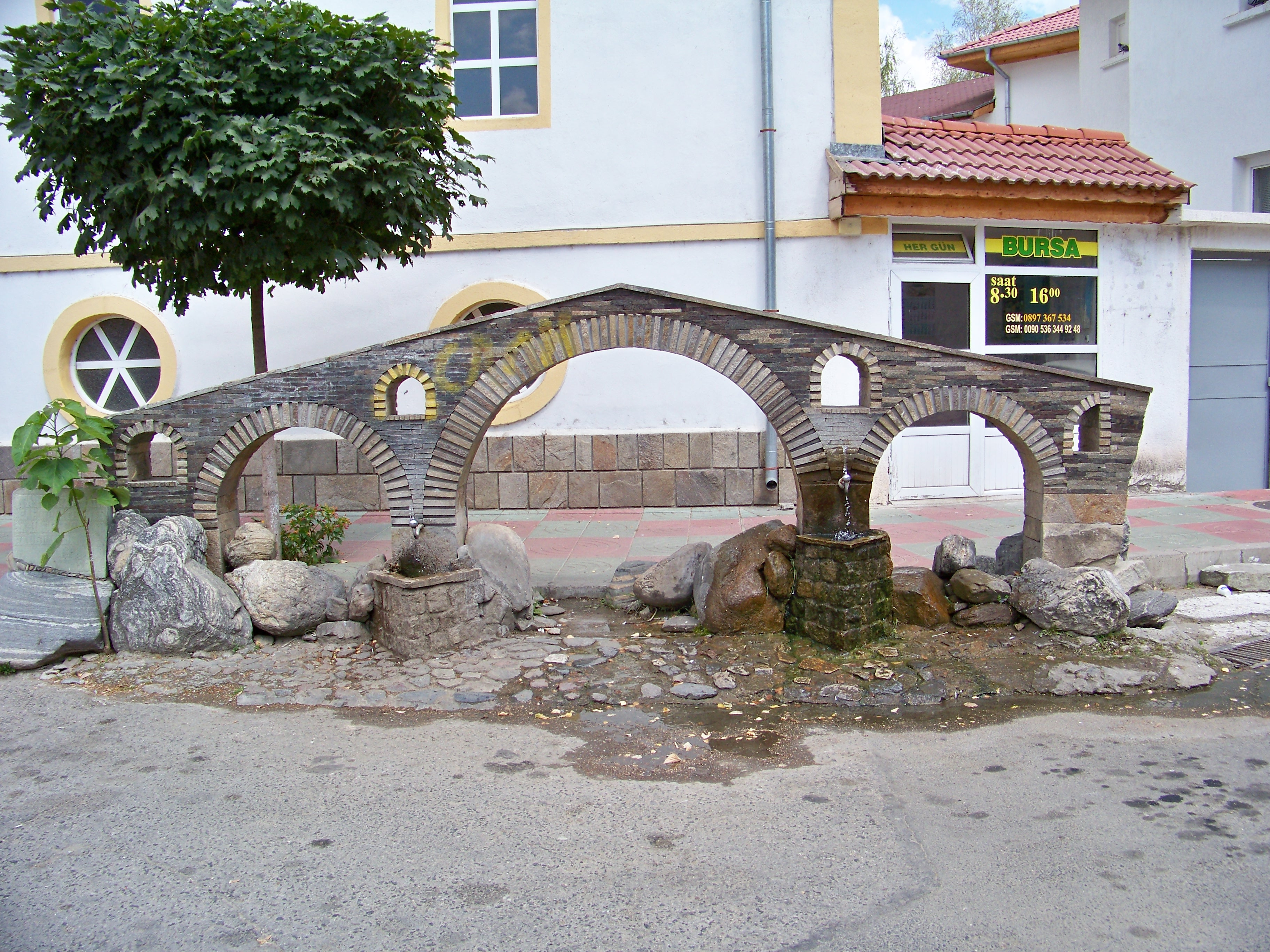
Ardino